# Distrikt Abim
Abim ist ein Distrikt in Norduganda. Die Hauptstadt des Distrikts ist Abim.

## Lage
Der Distrikt Abim grenzt im Norden und Osten an den Distrikt Kotido, im Südosten und Süden an den Distrikt Napak, im Südwesten an den Distrikt Otuke und im Westen an den Distrikt Agago.

## Geschichte
Der Distrikt entstand 2006 aus Teilen des Distrikt Katido.

## Demografie
Die Bevölkerungszahl wird für 2020 auf 153.500 geschätzt. Davon lebten im selben Jahr 15,9 Prozent in städtischen Regionen und  84,1 Prozent in ländlichen Regionen.
| Zensusjahr | Einwohnerzahl |
| ---------- | ------------- |
| 1991       | 47.572        |
| 2002       | 51.803        |
| 2014       | 107.966       |

## Wirtschaft
Die Landwirtschaft mit Schwerpunkt auf Nahrungspflanzen ist das Rückgrat der lokalen Wirtschaft.